# Cesana Torinese
Cesana Torinese – miejscowość i gmina we Włoszech, w regionie Piemont, w prowincji Turyn.
Według danych na rok 2004 gminę zamieszkiwało 955 osób, 8 os./km².
Cesana Torinese wchodzi w skład jednego z największych ośrodków narciarskich we Włoszech, Via Lattea.

## Igrzyska Olimpijskie 2006
Na Igrzyskach Olimpijskich odbyły się tu konkursy w biathlonie, bobslejach, saneczkarstwie oraz skeletonie.

## Miasta partnerskie
- Reggio di Calabria